# Opius sierraanchaensis
Opius sierraanchaensis är en stekelart som beskrevs av Fischer 1964. Opius sierraanchaensis ingår i släktet Opius och familjen bracksteklar. Inga underarter finns listade i Catalogue of Life.